# Akim Soul
Ibrahim Guindo connu en tant que Akim Soul  né le 18 février 1993 à Gao au Mali, est un entrepreneur culturel malien. Il est à l'origine de plusieurs événements et initiatives qui valorisent l'art vestimentaire africain au Mali.

## Biographie

### Jeunesse
Né à Gao d'un père douanier et d'une mère ménagère, Ibrahim Guindo a grandi à Bamako. Il est formé à l'École Nationale d’Ingénierie mais après son BTS il se lance dans la mode. C'est Tahara Touré qui lui offre sa première chance en 2011 en le sollicitant officiellement pour  le jury  de la sélection des mannequins du FIMA qui déroule la même année au Niger.

### Entrepreneuriat dans la mode
Il crée ensuite l'Association Mali Mode qui réunit des créateurs africains, des mannequins, des stylistes de mode pour essentiellement initier des événements afin de valoriser la mode africaine. Parmi eux on compte l'Indienne Mimi Pedro de la marque Fany lolo et la Malienne Mariah Bocoum. Il collabore aussi avec l'Alliance des Couturiers et Créateurs du Mali (ACCM) créée par la styliste Mariétou  Diakité pour l'organisation de Bamako Fashion Week qui a eu lieu à Bamako du 19 au 21 février 2015.
En 2013, Ibrahim  Guindo crée l'Agence Akim Soûl qui organisa les Journées Mode à Bamako 22 au 24 mai 2018 et le défilé de mode Mali Mode Show le 24 mai 2018 au Blonba, un espace culturel dirigé par Alioun Ifra N"diaye. En 2019, il propose de transformer les Journées Mode en une plateforme  internationale sur la mode africaine. La plateforme se nomme alors Les Journées de la Création et la styliste Mariah Bocoum  en est l'Ambassadrice et en compagnie de Souleymane Diakité, Directeur National de la Formation professionnelle au Mali, parraine les 3 jours de formations et de conférences au profit des jeunes créateurs venues de toute l'Afrique.
Pour l'édition 2023, le concours Miss ORTM (Office de radio télévision du Mali) a été confié à Akim Soul en tant que Directeur Artistique. Après trois années de silence en raison de la pandémie de Covid-19 et de la situation sociopolitique du pays, la compétition a été lancée le 17 décembre 2022 avec une présélection de 102 candidates au Grand Hôtel. Pendant la phase de sélection, Ibrahim Guido a été membre du jury aux côtés de Fatoumata Keita, connue sous le nom de Touty, Dicko Poulho, Mami Diané et Aboubacar Diawara.

## Formation
Ibrahim Guindo est titulaire d'un BTS de l'École nationale d’ingénierie du Mali (ENI). Il vit à Bamako.